# Protonemura bidigitata
Protonemura bidigitata är en bäcksländeart som beskrevs av Du och Wang 2007. Protonemura bidigitata ingår i släktet Protonemura och familjen kryssbäcksländor. Inga underarter finns listade i Catalogue of Life.